# الرقابة والحجب الحكومي لويكيبيديا
وضعت رقابة على موقع موسوعة ويكيبيديا في العديد من الدول منها: الصين وفرنسا وإيران وباكستان وروسيا والسعودية وسوريا وتايلاند وتونس وتركيا والمملكة المتحدة وأوزبكستان وفي بعض الحالات هي أمثلة للرقابة واسعة النطاق على شبكة الإنترنت بشكل عام ويشمل محتوى موسوعة ويكيبيديا. والأمثلة الأخرى هي أمثلة دالة على إجراءات منع عرض محتوى معين باعتباره محتوى عدواني أو هجومي.

البلدان التي يتم فيها حظر مواقع ويكيبيديا حاليًا
البلدان التي تم فيها حظر مواقع ويكيبيديا سابقًا
البلدان التي كانت بعض محتويات ويكيبيديا تخضع للرقابة من قبل الحكومة.

## حسب البلد

### السعودية
في 11 يوليو 2006، حجبت الحكومة السعودية بعض مقالات موقع ويكيبيديا التي تغطي مواضيع جنسية ومواضيع سياسية حساسة وطال الحجب لاحقًا مقالات باللغتين الإنجليزية والعربية. وجميع محتوى ويكيبيديا متاح حاليًا داخل المملكة العربية السعودية.

### سوريا
كانت ويكيبيديا العربية محجوبة في سوريا بين 30 أبريل 2008 و13 فبراير 2009، بالرغم أن النسخ باللغات الأخرى كانت متاحة.

### تونس
كانت صفحة ويكيبيديا محجوبة في تونس بين 23 و27 نوفمبر 2006

### تركيا
حُجبت ويكيبيديا بكل لغاتها في تركيا في 29 أبريل 2017. وكان الحجب قد تم بقرار إداري دخل حيز التنفيذ في الثامنة صباحًا بالتوقيت المحلي لتركيا وجاء بعد أن أمرت السلطات التركية ويكيبيديا أن «تزيل محتوى من كُتاب يدعمون الإرهاب ويربطون تركيا بجماعات إرهابية» بحسب وصف السلطات التركية، وهو طلب لم تحصل الحكومة على رد عليه.
قبلًا كانت تركيا تحجب مقالات على ويكيبيديا التركية، مثل "Kadın üreme organları" (يقابله مقال «فرج (امرأة)» بالعربية)، و"İnsan penisi" (يقابله مقال «قضيب الإنسان» بالعربية) و"2015 Türkiye genel seçim anketleri" (أي التصويت في انتخابات تركيا العامة سنة 2015) و "vajina" (يقابله في «مهبل» في العربية) و"testis torbası" (ويقابله بالعربية «صفن»). لم يكن هناك قرار محكمة لهذا الحجب. وأفتت إحدى شركات تزويد خدمة الإنترنت، TTNET أن ذلك عُطل في ويكيبيديا، وقالت كاثرين ماهر من مؤسسة ويكيبيديا بأن ذلك الأمر لا يعكس الحقيقة.

### إيران
في نوفمبر 2003، نشر مركز دراسات الاتصالات العالمية في جامعة بنسيلفانيا، تقريرًا مفاده أن 963 مقال من أصل 800 ألف مقالة في ويكيبيديا الفارسية قد تم حجبها من قبل الحكومة الإيرانية. ووفقا للباحثين فإن الحجب «إستهدف مقالات لشخصيات معارضة وأقليات دينية وانتقادات للدولة والمسؤولين والشرطة». في نوفمبر 2006 قالت منظمة مراسلون بلا حدود إن الحكومة الإيرانية حجبت النسخة الكردية من ويكيبيديا لعدة أشهر.

### الصين
انطلقت ويكيبيديا الصينية في مايو 2001 وتلقت تغطية إيجابية في الإعلام الحكومي، ولكن في يوم 3 يونيو 2004 تم حجبها من قبل الحكومة. وتزامن الحجب مع الذكرى الخامسة عشر لمظاهرات ساحة تيانانمن عام 1989. في 22 يونيو 2004 تم رفع الحجب عن ويكيبيديا بدون تعليل، وفي شهر سبتمبر حُجبت مرة أخرى ولكن لمدة أربعة أيام فقط.
في 23 أبريل 2019 حجبت الصين الموقع عن مواطنيها وشمل الحظر جميع اللغات في ويكيبيديا.

## طالع أيضًا
- رقابة على الإنترنت
- الرقابة على اليوتيوب